# Моктар ел Јамани
Моктар Али ел Јамани (енгл. Mokhtar Ali Al-Yamani, арап. مختار اليماني, Њујорк, 12. мај 1997) јеменски је пливач јапанско-јеменског порекла чија ужа специјалност су трке слободним стилом на 100 и 200 метара. 

## Спортска каријера
Ел Јамани је рођен у Њујорку, у Сједињеним Државама у мешовитој јеменско-јапанској породици. Његови родитељи су се недуго након његовог рођења преселили у Токио, где је Моктар одрастао и где је и почео да се бави пливањем. Након завршене средње школе у Јапану враћа се у Сједињене Државе где уписује студије књижевности на Универзитету Мичигена у Ен Арбору. Како је по оцу јеменског порекла одлучио се да наступа за ту државу на међународним такмичењима. 
Прво велико међународно пливачко такмичење на коме је наступио је било Светско првенство у малим базенима одржано у канадском Виндзору 2016. године. Годину дана аксније по први пут је запливао и на Првенству света у великим базенима у Будимпешти (61. место на 100 слободно и 40. место на 200 слободно).  
Био је део јеменске репрезентације на Азијским играма 2018. у Џакарти.
Други узастопни наступ на светским првенствима у великим базенима је „уписао” у корејском Квангџуу 2019 — 63. место у квалификацијама трке на 100 слободно и 39. место на 200 слободно.